# Mirte van Bentum
Mirte van Bentum (Anna Paulowna, 20 december 2006) is een voetbalspeelster uit Nederland. Ze speelt als middenvelder voor AZ in de Vrouwen Eredivisie.

## Clubcarrière
Mirte van Bentum voetbalt al sinds ze vier jaar oud was en heeft alle jeugdelftallen van de club uit Alkmaar doorlopen.
Voorafgaande aan het seizoen 2023/24 maakte van Bentum de stap naar het eerste elftal van AZ.
Op 15 september 2023 maakte van Bentum haar debuut voor AZ in de Vrouwen Eredivisie in een uitwedstrijd tegen Sc Heerenveen. Haar eerste profcontract voor de Alkmaarders tekende Van Bentum op 14 maart 2024. Ze ondertekende een contract tot medio 2027.

## Statistieken
| Seizoen | Club   | Competitie         | Competitie | Competitie | Beker | Beker | Overig | Overig | Totaal | Totaal |
| Seizoen | Club   | Competitie         | Wed.       | Dlp.       | Wed.  | Dlp.  | Wed.   | Dlp.   | Wed.   | Dlp.   |
| ------- | ------ | ------------------ | ---------- | ---------- | ----- | ----- | ------ | ------ | ------ | ------ |
| 2023/24 | AZ     | Vrouwen Eredivisie | 13         | 0          | 0     | 0     | 0      | 0      | 13     | 0      |
| Totaal  | Totaal | Totaal             | 13         | 0          | 0     | 0     | 0      | 0      | 0      | 13     |

Bijgewerkt t/m 14 maart 2024.
2 Caprino ·
3 De Ridder ·
4 Woons ·
5 Mol ·
6 Colin ·
7 Van der Most ·
8 De Vette ·
9 Spaan ·
10 Van Lunteren ·
11 Kroese ·
12 Blom ·
13 Copier ·
14 Op de Weegh ·
15 Groot ·
16 Booms ·
17 Zijp ·
18 Boukakar ·
20 Van Bentum ·
21 Van Uden ·
22 Thomas ·
23 Stoop ·
Coach: De Vogel
· Keeperstrainer: Keizer